# Lothian Bridge
Die Lothian Bridge ist eine Straßenbrücke in der schottischen Ortschaft Pathhead in der Council Area Midlothian. 1971 wurde das Bauwerk in die schottischen Denkmallisten in der höchsten Kategorie A aufgenommen.

## Geschichte
Einst führte ein bedeutender Handelsweg durch eine Furt im Tyne zwischen Ford und Pathhead. Mit dem Anstieg des Verkehrsaufkommens im 19. Jahrhundert wurde die Errichtung einer Brücke nötig. Mit der Planung wurde der Ingenieur Thomas Telford betraut. Die Lothian Bridge wurde schließlich zwischen 1827 und 1831 erbaut.
Die verhältnismäßig lange Bauzeit ist auf Schwierigkeiten in der Bauphase zurückzuführen. Zur Gründung der Pfeiler wurden in der Planungsphase Bohrungen durchgeführt, bei denen die Tiefe des Grundgesteins auf vier Meter bestimmt wurde. In der Bauphase wurde dann eine Eisenstange 17 Meter tief in das Erdreich gebohrt, ohne auf Gestein zu stoßen. Es stellte sich heraus, dass bei der vorherigen Bohrung fälschlicherweise große Felsbrocken als Grundgestein interpretiert wurden. Da diese zur Gründung der Pfeiler ungeeignet sind, wurde der Bau von Fundamenten bestehend aus mehreren Lagen Holz und Material von einem Steinbruch auf Craigleith nötig. Hierbei entstanden zusätzliche Kosten in Höhe von 2000 £. Die Gesamtkosten beliefen sich auf 8500 £.

## Beschreibung
Der Mauerwerksviadukt liegt am Nordwestrand von Pathhead. Er führt die A68 (Darlington–Dalkeith) über den Tyne, die an dieser Stelle ein Teilstück der E15 (Inverness–Algeciras, Spanien) bildet. Die Lothian Bridge überspannt den Tyne mit fünf ausgemauerten Rundbögen mit lichten Weiten von 14,6 m und lichten Höhen von 20,7 m. Beidseitig der Fahrbahn verlaufen Fußwege, die auf filigraneren Segmentbögen ruhen, die ähnlich einem Blendwerk aus dem Mauerwerk hervortreten. Entlang der Pfeiler laufen sie in Pilastern aus. Telford wählte diese Konstruktion, um der hohen Brücke so ein schlankeres Erscheinungsbild zu geben. Es wird jedoch bemängelt, dass die Unterschiede in den Bogenradien dem Betrachter keinen Ruhepunkt bieten. Die Lothian Bridge weist zahlreiche Parallelen mit der Dean Bridge in Edinburgh auf, die Telford im selben Zeitraum entwarf.